# Obereopsis pectoralis
Obereopsis pectoralis là một loài bọ cánh cứng trong họ Cerambycidae.